# Паса-Темпу
Паса-Темпу (порт. Passa Tempo) — муниципалитет в Бразилии, входит в штат Минас-Жерайс. Составная часть мезорегиона Запад штата Минас-Жерайс. Входит в экономико-статистический микрорегион Оливейра. Население составляет 8722 человека на 2006 год. Занимает площадь 429,444 км². Плотность населения — 20,3 чел./км².

## История
Город основан 30 августа 1911 года. 

## Статистика
- Валовой внутренний продукт на 2003 год составляет 42 101 048,00 реалов (данные: Бразильский институт географии и статистики).
- Валовой внутренний продукт на душу населения на 2003 год составляет 4889,22 реалов (данные: Бразильский институт географии и статистики).
- Индекс развития человеческого потенциала на 2000 год составляет 0,769 (данные: Программа развития ООН).